# Grzegorz Lorek
Grzegorz Andrzej Lorek (ur. 31 października 1970 w Piotrkowie Trybunalskim) – polski polityk, samorządowiec i urzędnik, z wykształcenia administratywista, od 2011 do 2015 wiceburmistrz Zelowa, poseł na Sejm VIII, IX i X kadencji.

## Życiorys
W 2008 ukończył studia z administracji na Wydziale Prawa, Prawa Kanonicznego i Administracji Katolickiego Uniwersytetu Lubelskiego Jana Pawła II. Był pracownikiem samorządowym zatrudnionym w administracji samorządowej na różnych szczeblach, począwszy od inspektora. Kierował administracją jednej z dzielnic, a także pracował w Towarzystwie Budownictwa Społecznego. Działał także jako członek zespołu ds. Administracji Publicznej i Bezpieczeństwa Obywateli przy MSWiA oraz jako pracownik Biura Analiz i Ekspertyz Sejmu. Później został członkiem zarządu Przedsiębiorstwa Wulkanizacji Taśm i Produkcji Wyrobów Gumowych Bestgum Polska.
Zaangażował się w działalność polityczną w ramach Akcji Wyborczej Solidarność. W wyborach samorządowych w 1998 bezskutecznie ubiegał się z listy tego ugrupowania o mandat radnego Piotrkowa Trybunalskiego. Później należał do Ligi Polskich Rodzin. W 2002 z jej ramienia uzyskał mandat radnego sejmiku łódzkiego II kadencji. Został też asystentem posłanki do Parlamentu Europejskiego Urszuli Krupy. Odszedł z LPR, w wyborach samorządowych w 2006 miał kandydować z ramienia komitetu Klub Narodowy na stanowisko prezydenta Piotrkowa Trybunalskiego, jednak tuż przed wyborami zrezygnował. W tych samych wyborach bez powodzenia starał się o reelekcję do sejmiku województwa, startując z listy Prawa i Sprawiedliwości (do którego wstąpił w 2009). W 2010 kandydował ponownie do tego samego organu.
W 2010 został kierownikiem referatu finansów, a w 2011 przez kilka miesięcy był p.o. kierownika referatu skarbu, drogownictwa i ochrony środowiska w Urzędzie Gminy Bełchatów. W grudniu 2011 objął funkcję wiceburmistrza Zelowa. W wyborach w 2014 został kandydatem na prezydenta Piotrkowa Trybunalskiego, zdobywając 14,08% głosów, co dało mu trzecie miejsce wśród siedmiu pretendentów. W tych wyborach uzyskał natomiast mandat radnego miasta. Po wyborach pozostał początkowo zastępcą burmistrza Zelowa, jednak zrezygnował z tej funkcji ze względu na niepołączalność mandatów. Zakończył urzędowanie w 2015, potem objął stanowisko sekretarza w zelowskim magistracie. Został też przewodniczącym klubu radnych PiS w piotrkowskiej radzie miejskiej.
W 2015 bez powodzenia kandydował z dziewiątego miejsca listy PiS do Sejmu w okręgu piotrkowskim, otrzymując 6334 głosy i zajmując siódme miejsce (partii przypadło w tym okręgu sześć mandatów). W wyborach samorządowych w 2018 kandydował ponownie na prezydenta Piotrkowa Trybunalskiego, uzyskując poparcie na poziomie 16,04% i zajmując trzecie miejsce. W tych wyborach odnowił natomiast mandat radnego miejskiego. W listopadzie 2018 objął mandat posła po wybranym na radnego sejmiku łódzkiego Grzegorzu Wojciechowskim.
W wyborach w 2019 z powodzeniem ubiegał się o poselską reelekcję, otrzymując 18 238 głosów. W wyborach w 2023 utrzymał mandat na kolejną kadencję, zdobywając 19 711 głosów.

## Życie prywatne
Żonaty z Barbarą, lekarzem pediatrą. Ma dwoje dzieci.